# 魏學洢
魏學洢（1596年—1625年），字子敬，浙江嘉興府嘉善縣人，明朝散文家。

## 生平
萬曆二十四年（1596年）出生，七歲能詩，生性孝順，年少曾和父親魏大中在帷蕭寺苦讀。天啟五年（1625年），魏大中因彈劾魏忠賢被捕，魏學洢哭著要隨行，魏大中說：“覆巢焉有完卵耶？父子俱碎，無為也。”魏學洢暗中隨牢車北上。在京城時，魏學洢白天藏匿於客店，晝伏夜出，四處向父執舊識求救。
魏大中死於獄中，魏學洢扶櫬南歸，日夜號泣，魏學洢下浙江監獄，同年亦逝。崇禎初年，詔旌為孝子。一生未仕，好學善文，著有《茅簷集》。《王叔遠核舟記》即其作品。

## 家族
祖父魏邦直；父魏大中。弟魏學濂、魏學洙。子魏允柟。